# Черкасово (Ленинградская область)
Черкасово (до 1948 — Юля Сяйниё, фин. Ylä Sainiö) — посёлок в Гончаровском сельском поселении Выборгского района Ленинградской области.

## Название
Зимой 1948 года деревне Юля Сяйниё было присвоено новое наименование — Черкасово, с обоснованием: «в память погибшего Героя Отечественной Войны Черкасова, похороненного на станции Сяйние».
Переименование было закреплено указом Президиума ВС РСФСР от 1 октября 1948 года.

## История

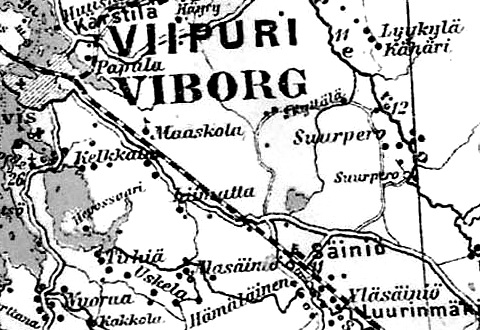
Деревня Юлясяйниё на финской карте 1923 года

В 1937 году в деревне было 545 га пахотных земель, 2 га лугов и 1154 га леса.
До 1939 года деревня Юля Сяйниё входила в состав Выборгского сельского округа Выборгской губернии Финляндской республики.
С 1 января 1940 года по 31 октября 1944 года — в составе Карело-Финской ССР.
С 1 июля 1941 года по 31 мая 1944 года — финская оккупация.
С 1 ноября 1944 года — в составе Сяйниенского сельсовета Выборгского района.
С 1 октября 1948 года — в составе Черкасовского сельсовета. В ходе укрупнения хозяйства к деревне были присоединены соседние селения: Раухалайтяйнен и Миколанмяки.
С 1 января 1949 года учитывается административными данными как деревня Черкасово.
Согласно данным 1966 года административным центром Черкасовского сельсовета являлся посёлок при станции Верхнее Черкасово
Согласно данным 1973 года административным центром Черкасовского сельсовета являлся посёлок Черкасово
Согласно данным 1990 года посёлок Черкасово входил в состав Гончаровского сельсовета.
В 1997 году в посёлке Черкасово Гончаровской волости проживали 414 человек, в 2002 году — 520 человек (русские — 89 %).
В 2007 году в посёлке Черкасово Гончаровского СП проживали 574 человека, в 2010 году — 667 человек.

## География
Посёлок расположен в восточной части района на автодороге А181 (часть E 18) «Скандинавия» (Санкт-Петербург — Выборг — граница с Финляндией), в месте примыкания к ней автодороги 41К-083 (Молодёжное — Черкасово).
Расстояние до административного центра поселения — 7 км.
В посёлке находится железнодорожная станция Верхне-Черкасово. Расстояние до железнодорожной станции Выборг — 10 км.

## Демография
| 2007 | 2010 | 2017 | 2021 |
| ---- | ---- | ---- | ---- |
| 574  | ↗667 | ↘610 | ↘596 |

## Улицы
Берёзовая, Берёзовый проезд, Благодатный проезд, Благодатный переулок, Вербная, Верхне-Черкасовская, Грибная, Грузовая площадь, Дубовый проезд, Еловая, Жасминовый проезд, Железнодорожная, Заречная, Заречный проезд, Звёздный переулок, Зелёная, Ивовый проезд, Изобильный переулок, Изогнутая, Изумрудная, Калиновый проезд, Кантеле, Кедровая, Кипрейная, Клеверная, Кленовая, Крайняя, Крутая, Крутой переулок, Ленинградское шоссе, Лесхозный переулок, Липовая Аллея, Луговая, Молодёжный переулок, Нижнечеркасовский переулок, Новая, Осиновый переулок, Осиновый проезд, Питерская, Пихтовый переулок, Подгорная, Полевая, Полевой переулок, Пригородная, Придорожный проезд, Радостная, Радужная, Речная, Рябиновый переулок, Садоводческая, Светлый проезд, Сельский проезд, Сиреневая, Сказочный переулок, Совхозная, Солнечная, Соловьиная, Сосновая, Сосновый проезд, Строительная, Счастливый проезд, Тенистая, Травяная, Хуторской тупик, Цветочный переулок, Черкасовская.

## Садоводства
Диметра, Лазаревское, Лесное, Эрудит.